# Подиково
Подиково — деревня в Рязанском районе Рязанской области. Входит в состав Листвянского сельского поселения.

## География
Находится в северо-западной части Рязанской области на расстоянии приблизительно 28 км на юго-восток по прямой от вокзала станции Рязань I недалеко от железнодорожной остановочной платформы 231 км.

## История
Деревня была отмечена уже на карте 1850 года как поселение с 14 дворами. В 1859 году здесь (тогда деревня Рязанского уезда Рязанской губернии) было учтено 12 дворов, в 1897 — 22.

## Население
Численность населения: 138 человек (1859 год), 153 (1897), 153 в 2002 году (русские 99 %), 138 в 2010.